# António Augusto Pereira de Miranda
António Augusto Pereira de Miranda (Coimbra, 1838 — Lisboa, 1922) foi um empresário, político e filantropo português.

## Biografia
Comerciante, político, Deputado, Provedor da Santa Casa da Misericórdia de Lisboa, 1.º Governador do Banco de Portugal de 1887 a 1891, Presidente do Conselho de Administração da Companhia dos Caminhos de Ferro do Estado, cargo que exercia em Dezembro de 1901 e do qual era, provavelmente, o primeiro titular desde a sua fundação a 14 de Julho de 1899, Par do Reino, Ministro da Fazenda e Ministro do Reino entre 20 de Outubro de 1904 e 26 de Abril de 1905.